# 駒場農学校

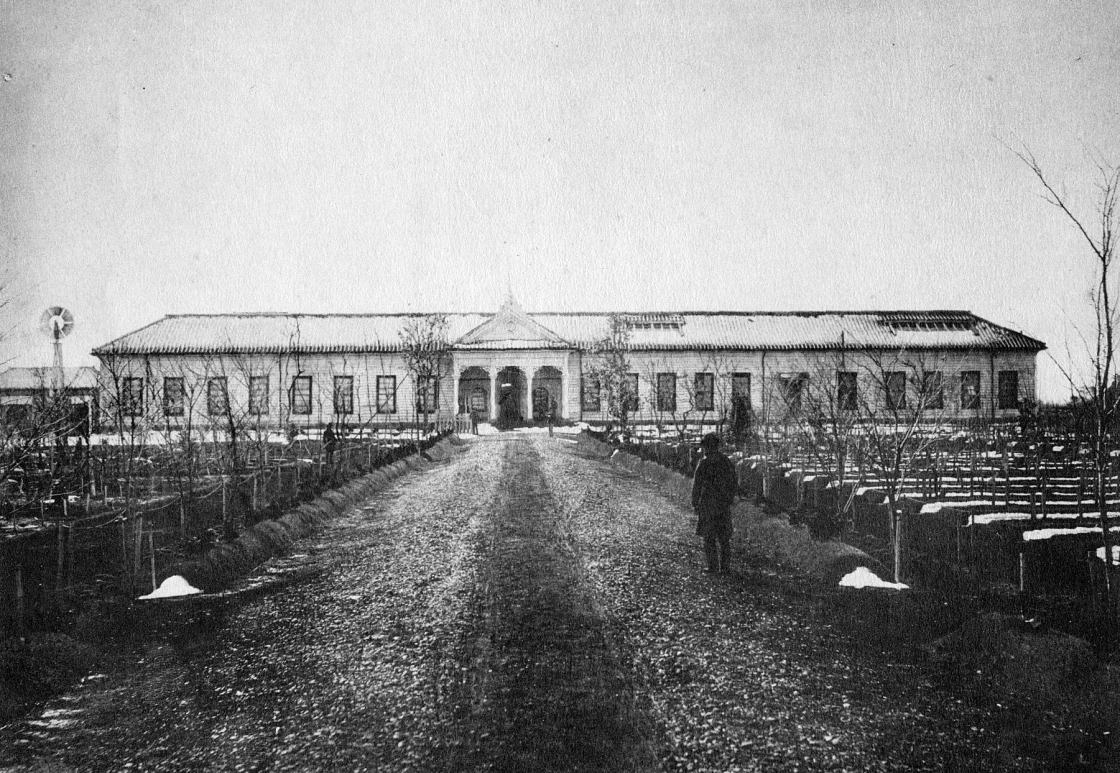
駒場農学校（植物園、校舎）

駒場農学校（こまばのうがっこう）は、日本の旧制教育機関。1878年に開校。駒場野（東京上目黒）に置かれた。新宿にあった農事修学場の後身。
1886年、東京山林学校と統合し東京農林学校となった。現在の東京大学農学部、筑波大学生命環境学群生物資源学類、東京農工大学農学部の前身にあたる農学に関する日本初の総合教育・研究機関であった。
現在、敷地は、東京大学駒場地区キャンパス、駒場野公園、駒場公園などとなっている。

## 概要
黎明期の日本近代農学の発展に大きな役割を果たし、日本近代農学発展の礎となった。
アメリカの農業を教育の柱にしたクラーク博士で有名な札幌農学校（現在の北海道大学）に対して、もっぱらドイツ農法に範を求めた駒場農学校は、やがて欧米の農作物を試植する「泰西（たいせい）農場」、在来農法の改良を期した「本邦農場」などの農場のほかに、園芸・植物園、家畜病院、気象台などまで備えた農業の総合教育・研究機関となった。当初、約6万坪の敷地であったが、その後、次第に拡張され、1884年には、敷地面積が16万5千坪に達した。

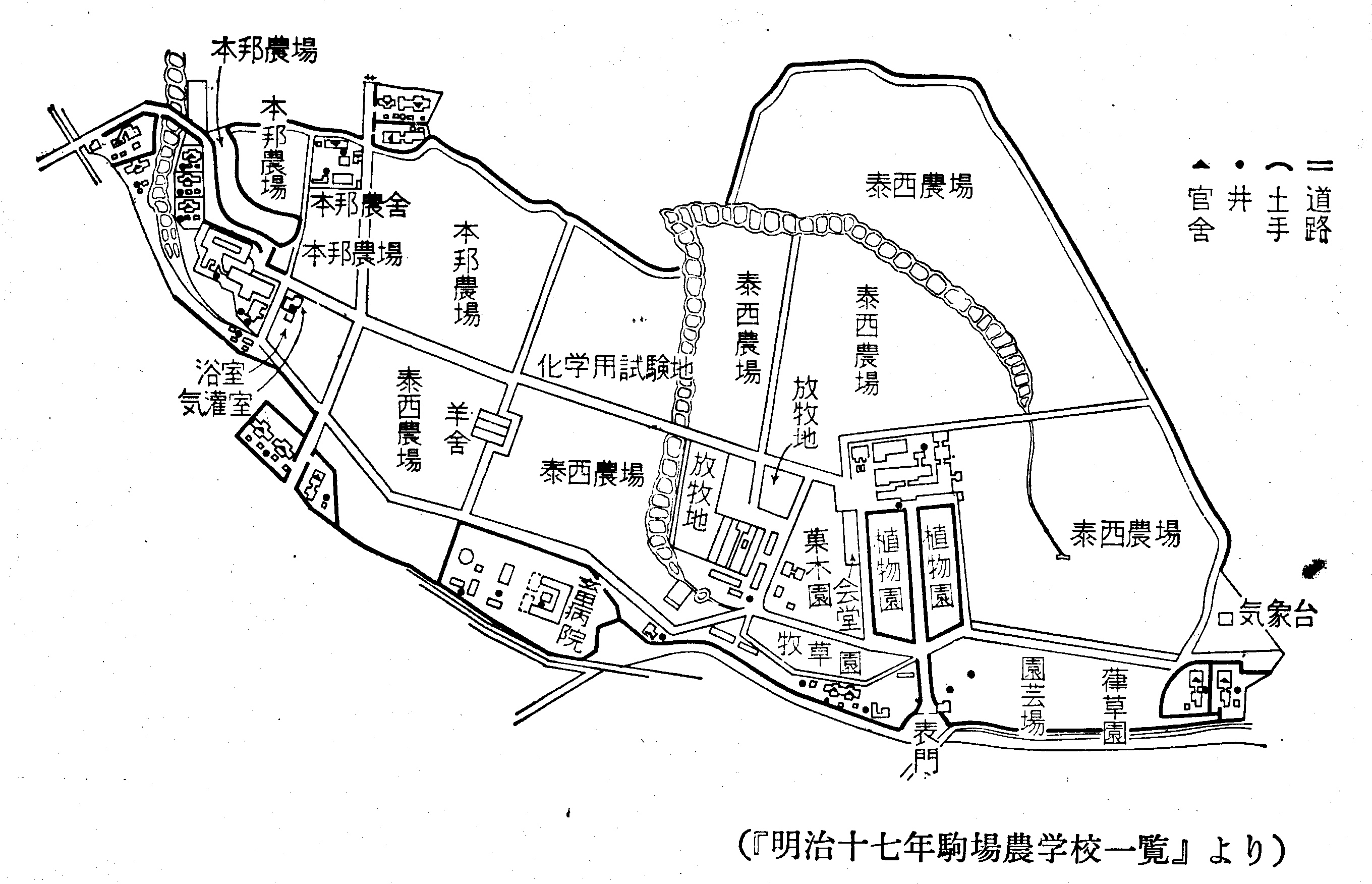
駒場農学校平面図（図上が南）

## 沿革

### 略歴
1873年（明治6年）に設立された内務省は、農業・牧畜について西洋式技術の導入を始めた。
1874年に内務省は勧業寮を管轄するとともに内藤新宿出張所（現在の新宿御苑）内に農事修学場を設置した。
1878年に農事修学場は農学校となるとともに駒場野に移り駒場農学校として開校した。1881年に農商務省が設立されると駒場農学校は同省の管轄教育機関となる。
しかし、1886年、財政難により東京山林学校と合併して東京農林学校となる。1890年には帝国大学（1897年東京帝国大学に改称）へ統合され、農科大学として再編される。

### 年表
- 1874年 内務省勧業寮内藤新宿出張所に農事修学場設置。三田四国町に付属試験場設置。
- 1877年 内務省樹木試験場設置（現在の北区西ヶ原）。三田の付属試験場から三田育種場発足。
- 1878年 農事修学場を駒場農学校と改称。
- 1881年 樹木試験場および駒場農学校は農商務省管轄となる。
- 1882年 樹木試験場を東京山林学校と改称。
- 1886年 東京山林学校および駒場農学校を統合し、東京農林学校が設置された。

## 関係する著名人
駒場農学校が黎明期の日本近代農学の発展に果たした役割は計り知れないが、生んだ著名人の代表として、群馬の農民で「日本三老農」の一人とされる船津傳次平と、水田にその名を残したオスカル・ケルネル、種籾の塩水選考案者で東京農業大学初代学長となった横井時敬、その他に第8代日本銀行総裁の三島彌太郎の名などが挙げられる。